# Diège
A Diège folyó Franciaország területén, a Dordogne jobb oldali mellékfolyója.

## Földrajzi adatok
A folyó a Francia-középhegységben ered kb. 800 méter magasan, és Ussel közelében torkollik a Dordogne-ba.
Mellékfolyói a Sarsonne, Liège és az Ozanges.

## Megyék és városok a folyó mentén
- Corrèze: Ussel